# Ingo Wentrup
Ingo Wentrup (19. juni 1925 i Sindal – 23. maj 1995) var en dansk skuespiller.
Wentrup var bl.a. tilknyttet Det Kongelige Teater fra 1969 til 1973, ligesom han medvirkede i DR's hørespil og fungerede som instruktør.

## Filmografi
- I morgen, min elskede (1971)
- Blind makker (1976)
- En by i Provinsen (tv-serie, 1977-1980)
- Jeppe på bjerget (1981)